# Город страха (фильм, 1984)
«Город страха» — американский неонуарный эротический триллер 1984 года

## Сюжет
В Манхэттане появляется серийный убийца, убивающий танцовщиц в стрип-клубах. Владельцами самой большой сети стрип-клубов в округе являются Мэт Росси (Том Беренджер) и Ники Парзено (Джек Скалиа). Росси — отставной боксёр, который ушёл из спорта из-за того, что убил противника на ринге. Теперь он вступает в противоборство с убийцей, защищая свой бизнес, а, кроме того, свою любимую девушку, которая может стать следующей жертвой. Все осложняется тем, что убийце помогает полицейский.

## В ролях
- Том Беренджер — Мэт Росси
- Билли Ди Уильямс — детектив Эл Уилер
- Мелани Гриффит — Лоретта
- Майкл Винченцо Гаццо — Майк
- Джек Скалиа — Ники Парзено
- Россано Брацци — Кармине
- Рэй Дон Чонг — Лейла
- Мария Кончита Алонсо — «Сильвер»
- Трэйси Гриффит — Сандра Кук
- Джахангир Гаффари (в титрах указан как Джон Фостер) — Паццо, убийца